# Ad pacem
En la liturgia romana, la oración Ad pacem o Pax Domini es aquella que el sacerdote reza para introducir las aclamaciones del Agnus Dei.
Precede inmediatamente a la transmisión del ósculo de la paz entre los clérigos (en el Misal del Juan XXIII) o al saludo de paz entre el pueblo que sigue, si al sacerdote o diácono le parece apropiado, a la admonición «Offerte vobis pacem» (en el Misal de Pablo VI).
Se trata de una invitación para que los fieles se den el saludo de paz, según la costumbre del lugar.

## Texto actual
En la mayoría de los ritos católicos y ortodoxos se impone la fórmula Pacem meam do vobis (Jn 14:27), quedando en el actual Misal Romano de la siguiente manera: 

Domine Iesu Christe,
qui dixisti Apostolis tuis:
Pacem relinquo vobis, pacem meam do vobis:
ne respicias peccata nostra,
sed fidem Ecclesiae tuae,
eamque secundum voluntatem tuam pacificare et coadunare digneris.
Qui vivis et regnas in saecula saeculorum.

Amen.
Señor Jesucristo,
que dijiste a tus Apóstoles:
«La paz os dejo, mi paz os doy»,
no tengas en cuenta nuestros pecados,
sino la fe de tu Iglesia,
y conforme a tu palabra, concédele la paz y la unidad.
Tú que vives y reinas
por los siglos de los siglos.
Amén.